# 瓦尔德斯霍夫
瓦尔德斯霍夫（德語：Waldershof，發音：[ˈvaldɐsˌhoːf] ⓘ）是德国巴伐利亚州上普法尔茨行政区蒂申罗伊特县的城市，面积60.37平方千米，2023年12月31日人口为4,233人。